# Hemibracon sciarius
Hemibracon sciarius är en stekelart som först beskrevs av Cameron 1887.  Hemibracon sciarius ingår i släktet Hemibracon och familjen bracksteklar. Inga underarter finns listade i Catalogue of Life.